# 鲁德尼亚 (鲁德尼亚区)
54°57′N 31°04′E / 54.950°N 31.067°E
魯德尼亞（俄语：Рудня）是俄羅斯斯摩棱斯克州西北部的一個城市，位於斯摩棱斯克西北68公里。2002年時人口為9,853人。
1363年開埠，1926年建市。